# Fonte Velha (Vila do Corvo)
A Fonte Velha (Vila do Corvo)  é um fontanário português do Século XIX, localizado na Vila do Corvo, ilha do Corvo, arquipélago dos Açores.
Trata-se de uma construção de cariz utilitário que remonta ao Século XIX e que se encontra protegido pela Resolução n.º 69/97, de 10 de Abril do Governo Regional dos Açores. e faz parte do Inventário do Património Histórico e Religioso da ilha do Corvo.
Este fontanário encontra-se formado por um muro elaborado em alvenaria de pedra rebocada e caiada a cal de cor branca com excepção da moldura e ornamento central que são elaborados em pedra à vista e na sua cor natural. Tem este fontanário um bebedouro para animais ao longo de todo o seu comprimento.
Ao longo do seu eixo possui uma cartela quadrada onde se lê a inscrição "C. de M. / 1891", (Câmara Municipal do Corvo – 1891), ligada por um elemento vertical em pedra a uma pequena cartela rectangular onde se insere a bica.